# Línea 2 (TUCARSA)
La línea 2 de la red de autobuses urbanos de Cartagena (TUCARSA) une la barriada Virgen de la Caridad con el Barrio Isaac Peral.

## Características
Esta línea une la barriada Virgen de la Caridad con el Barrio Isaac Peral, atravesando el Paseo de Alfonso XIII.
La línea no mantiene los mismos horarios todo el año, desde el 1 al 31 de agosto se reducen el número de expediciones los días laborables entre semana (sábados laborables, domingos y festivos tienen los mismos horarios todo el año), además de los días excepcionales vísperas de festivo y festivos de Navidad en los que los horarios también cambian y se reducen.
Es operada por ALSA (TUCARSA).

## Horarios

### 1 septiembre - 31 julio
| Lunes a viernes laborables                         |                                                    |                                                    |                                                    |                                                    |                                                    |                                                    |                                                    |                                                    |                                                    |                                                    |                                                    |                                                    |                                                    |                                                    |                                                    |                                                    |                                                    |                                                    |                                                    |                                                    |                                                    |                                                    |                                                    |                                                    |                                                    |                                                    |                                                    |                                                    |                                                    |                                                    |                                                    |                                                    |                                                    |
| Barriada Virgen de la Caridad > Barrio Isaac Peral | Barriada Virgen de la Caridad > Barrio Isaac Peral | Barriada Virgen de la Caridad > Barrio Isaac Peral | Barriada Virgen de la Caridad > Barrio Isaac Peral | Barriada Virgen de la Caridad > Barrio Isaac Peral | Barriada Virgen de la Caridad > Barrio Isaac Peral | Barriada Virgen de la Caridad > Barrio Isaac Peral | Barriada Virgen de la Caridad > Barrio Isaac Peral | Barriada Virgen de la Caridad > Barrio Isaac Peral | Barriada Virgen de la Caridad > Barrio Isaac Peral | Barriada Virgen de la Caridad > Barrio Isaac Peral | Barriada Virgen de la Caridad > Barrio Isaac Peral | Barriada Virgen de la Caridad > Barrio Isaac Peral | Barriada Virgen de la Caridad > Barrio Isaac Peral | Barriada Virgen de la Caridad > Barrio Isaac Peral | Barriada Virgen de la Caridad > Barrio Isaac Peral | Barriada Virgen de la Caridad > Barrio Isaac Peral | Barrio Isaac Peral > Barriada Virgen de la Caridad | Barrio Isaac Peral > Barriada Virgen de la Caridad | Barrio Isaac Peral > Barriada Virgen de la Caridad | Barrio Isaac Peral > Barriada Virgen de la Caridad | Barrio Isaac Peral > Barriada Virgen de la Caridad | Barrio Isaac Peral > Barriada Virgen de la Caridad | Barrio Isaac Peral > Barriada Virgen de la Caridad | Barrio Isaac Peral > Barriada Virgen de la Caridad | Barrio Isaac Peral > Barriada Virgen de la Caridad | Barrio Isaac Peral > Barriada Virgen de la Caridad | Barrio Isaac Peral > Barriada Virgen de la Caridad | Barrio Isaac Peral > Barriada Virgen de la Caridad | Barrio Isaac Peral > Barriada Virgen de la Caridad | Barrio Isaac Peral > Barriada Virgen de la Caridad | Barrio Isaac Peral > Barriada Virgen de la Caridad | Barrio Isaac Peral > Barriada Virgen de la Caridad | Barrio Isaac Peral > Barriada Virgen de la Caridad |
| 07                                                 | 08                                                 | 09                                                 | 10                                                 | 11                                                 | 12                                                 | 13                                                 | 14                                                 | 15                                                 | 16                                                 | 17                                                 | 18                                                 | 19                                                 | 20                                                 | 21                                                 | 22                                                 | 23                                                 | 06                                                 | 07                                                 | 08                                                 | 09                                                 | 10                                                 | 11                                                 | 12                                                 | 13                                                 | 14                                                 | 15                                                 | 16                                                 | 17                                                 | 18                                                 | 19                                                 | 20                                                 | 21                                                 | 22                                                 |
| 00 30 45                                           | 00 15 30 45                                        | 00 15 30 45                                        | 00 15 30 45                                        | 00 15 30 45                                        | 00 15 30 45                                        | 00 15 30 45                                        | 00 15 30 45                                        | 00 15 30 45                                        | 00 15 30 45                                        | 00 15 30 45                                        | 00 15 30 45                                        | 00 15 30 45                                        | 00 15 30 45                                        | 00 15 30                                           | 00 30                                              | 00                                                 | 30                                                 | 00 15 30 45                                        | 00 15 30 45                                        | 00 15 30 45                                        | 00 15 30 45                                        | 00 15 30 45                                        | 00 15 30 45                                        | 00 15 30 45                                        | 00 15 30 45                                        | 00 15 30 45                                        | 00 15 30 45                                        | 00 15 30 45                                        | 00 15 30 45                                        | 00 15 30 45                                        | 00 15 30 45                                        | 00 15 30 45                                        | 00 30                                              |
| Sábados laborables                                 |                                                    |                                                    |                                                    |                                                    |                                                    |                                                    |                                                    |                                                    |                                                    |                                                    |                                                    |                                                    |                                                    |                                                    |                                                    |                                                    |                                                    |                                                    |                                                    |                                                    |                                                    |                                                    |                                                    |                                                    |                                                    |                                                    |                                                    |                                                    |                                                    |                                                    |                                                    |                                                    |                                                    |
| Barriada Virgen de la Caridad > Barrio Isaac Peral | Barriada Virgen de la Caridad > Barrio Isaac Peral | Barriada Virgen de la Caridad > Barrio Isaac Peral | Barriada Virgen de la Caridad > Barrio Isaac Peral | Barriada Virgen de la Caridad > Barrio Isaac Peral | Barriada Virgen de la Caridad > Barrio Isaac Peral | Barriada Virgen de la Caridad > Barrio Isaac Peral | Barriada Virgen de la Caridad > Barrio Isaac Peral | Barriada Virgen de la Caridad > Barrio Isaac Peral | Barriada Virgen de la Caridad > Barrio Isaac Peral | Barriada Virgen de la Caridad > Barrio Isaac Peral | Barriada Virgen de la Caridad > Barrio Isaac Peral | Barriada Virgen de la Caridad > Barrio Isaac Peral | Barriada Virgen de la Caridad > Barrio Isaac Peral | Barriada Virgen de la Caridad > Barrio Isaac Peral | Barriada Virgen de la Caridad > Barrio Isaac Peral | Barriada Virgen de la Caridad > Barrio Isaac Peral | Barrio Isaac Peral > Barriada Virgen de la Caridad | Barrio Isaac Peral > Barriada Virgen de la Caridad | Barrio Isaac Peral > Barriada Virgen de la Caridad | Barrio Isaac Peral > Barriada Virgen de la Caridad | Barrio Isaac Peral > Barriada Virgen de la Caridad | Barrio Isaac Peral > Barriada Virgen de la Caridad | Barrio Isaac Peral > Barriada Virgen de la Caridad | Barrio Isaac Peral > Barriada Virgen de la Caridad | Barrio Isaac Peral > Barriada Virgen de la Caridad | Barrio Isaac Peral > Barriada Virgen de la Caridad | Barrio Isaac Peral > Barriada Virgen de la Caridad | Barrio Isaac Peral > Barriada Virgen de la Caridad | Barrio Isaac Peral > Barriada Virgen de la Caridad | Barrio Isaac Peral > Barriada Virgen de la Caridad | Barrio Isaac Peral > Barriada Virgen de la Caridad | Barrio Isaac Peral > Barriada Virgen de la Caridad | Barrio Isaac Peral > Barriada Virgen de la Caridad |
| 07                                                 | 08                                                 | 09                                                 | 10                                                 | 11                                                 | 12                                                 | 13                                                 | 14                                                 | 15                                                 | 16                                                 | 17                                                 | 18                                                 | 19                                                 | 20                                                 | 21                                                 | 22                                                 | 23                                                 | 06                                                 | 07                                                 | 08                                                 | 09                                                 | 10                                                 | 11                                                 | 12                                                 | 13                                                 | 14                                                 | 15                                                 | 16                                                 | 17                                                 | 18                                                 | 19                                                 | 20                                                 | 21                                                 | 22                                                 |
| 00 30                                              | 00 30                                              | 00 30                                              | 00 30                                              | 00 30                                              | 00 30                                              | 00 30                                              | 00 30                                              | 00 30                                              | 00 30                                              | 00 30                                              | 00 30                                              | 00 30                                              | 00 30                                              | 00 30                                              | 00 30                                              | 00                                                 | 30                                                 | 00 30                                              | 00 30                                              | 00 30                                              | 00 30                                              | 00 30                                              | 00 30                                              | 00 30                                              | 00 30                                              | 00 30                                              | 00 30                                              | 00 30                                              | 00 30                                              | 00 30                                              | 00 30                                              | 00 30                                              | 00 30                                              |
| Domingos y festivos                                |                                                    |                                                    |                                                    |                                                    |                                                    |                                                    |                                                    |                                                    |                                                    |                                                    |                                                    |                                                    |                                                    |                                                    |                                                    |                                                    |                                                    |                                                    |                                                    |                                                    |                                                    |                                                    |                                                    |                                                    |                                                    |                                                    |                                                    |                                                    |                                                    |                                                    |                                                    |                                                    |                                                    |
| Barriada Virgen de la Caridad > Barrio Isaac Peral | Barriada Virgen de la Caridad > Barrio Isaac Peral | Barriada Virgen de la Caridad > Barrio Isaac Peral | Barriada Virgen de la Caridad > Barrio Isaac Peral | Barriada Virgen de la Caridad > Barrio Isaac Peral | Barriada Virgen de la Caridad > Barrio Isaac Peral | Barriada Virgen de la Caridad > Barrio Isaac Peral | Barriada Virgen de la Caridad > Barrio Isaac Peral | Barriada Virgen de la Caridad > Barrio Isaac Peral | Barriada Virgen de la Caridad > Barrio Isaac Peral | Barriada Virgen de la Caridad > Barrio Isaac Peral | Barriada Virgen de la Caridad > Barrio Isaac Peral | Barriada Virgen de la Caridad > Barrio Isaac Peral | Barriada Virgen de la Caridad > Barrio Isaac Peral | Barriada Virgen de la Caridad > Barrio Isaac Peral | Barriada Virgen de la Caridad > Barrio Isaac Peral | Barriada Virgen de la Caridad > Barrio Isaac Peral | Barrio Isaac Peral > Barriada Virgen de la Caridad | Barrio Isaac Peral > Barriada Virgen de la Caridad | Barrio Isaac Peral > Barriada Virgen de la Caridad | Barrio Isaac Peral > Barriada Virgen de la Caridad | Barrio Isaac Peral > Barriada Virgen de la Caridad | Barrio Isaac Peral > Barriada Virgen de la Caridad | Barrio Isaac Peral > Barriada Virgen de la Caridad | Barrio Isaac Peral > Barriada Virgen de la Caridad | Barrio Isaac Peral > Barriada Virgen de la Caridad | Barrio Isaac Peral > Barriada Virgen de la Caridad | Barrio Isaac Peral > Barriada Virgen de la Caridad | Barrio Isaac Peral > Barriada Virgen de la Caridad | Barrio Isaac Peral > Barriada Virgen de la Caridad | Barrio Isaac Peral > Barriada Virgen de la Caridad | Barrio Isaac Peral > Barriada Virgen de la Caridad | Barrio Isaac Peral > Barriada Virgen de la Caridad | Barrio Isaac Peral > Barriada Virgen de la Caridad |
| 07                                                 | 08                                                 | 09                                                 | 10                                                 | 11                                                 | 12                                                 | 13                                                 | 14                                                 | 15                                                 | 16                                                 | 17                                                 | 18                                                 | 19                                                 | 20                                                 | 21                                                 | 22                                                 | 23                                                 | 06                                                 | 07                                                 | 08                                                 | 09                                                 | 10                                                 | 11                                                 | 12                                                 | 13                                                 | 14                                                 | 15                                                 | 16                                                 | 17                                                 | 18                                                 | 19                                                 | 20                                                 | 21                                                 | 22                                                 |
| 00 30                                              | 00 30                                              | 00 30                                              | 00 30                                              | 00 30                                              | 00 30                                              | 00 30                                              | 00 30                                              | 00 30                                              | 00 30                                              | 00 30                                              | 00 30                                              | 00 30                                              | 00 30                                              | 00 30                                              | 00 30                                              | 00                                                 |                                                    | 00 30                                              | 00 30                                              | 00 30                                              | 00 30                                              | 00 30                                              | 00 30                                              | 00 30                                              | 00 30                                              | 00 30                                              | 00 30                                              | 00 30                                              | 00 30                                              | 00 30                                              | 00 30                                              | 00 30                                              | 00 30                                              |

### 1 - 31 agosto
| Lunes a viernes laborables                         |                                                    |                                                    |                                                    |                                                    |                                                    |                                                    |                                                    |                                                    |                                                    |                                                    |                                                    |                                                    |                                                    |                                                    |                                                    |                                                    |                                                    |                                                    |                                                    |                                                    |                                                    |                                                    |                                                    |                                                    |                                                    |                                                    |                                                    |                                                    |                                                    |                                                    |                                                    |                                                    |                                                    |
| Barriada Virgen de la Caridad > Barrio Isaac Peral | Barriada Virgen de la Caridad > Barrio Isaac Peral | Barriada Virgen de la Caridad > Barrio Isaac Peral | Barriada Virgen de la Caridad > Barrio Isaac Peral | Barriada Virgen de la Caridad > Barrio Isaac Peral | Barriada Virgen de la Caridad > Barrio Isaac Peral | Barriada Virgen de la Caridad > Barrio Isaac Peral | Barriada Virgen de la Caridad > Barrio Isaac Peral | Barriada Virgen de la Caridad > Barrio Isaac Peral | Barriada Virgen de la Caridad > Barrio Isaac Peral | Barriada Virgen de la Caridad > Barrio Isaac Peral | Barriada Virgen de la Caridad > Barrio Isaac Peral | Barriada Virgen de la Caridad > Barrio Isaac Peral | Barriada Virgen de la Caridad > Barrio Isaac Peral | Barriada Virgen de la Caridad > Barrio Isaac Peral | Barriada Virgen de la Caridad > Barrio Isaac Peral | Barriada Virgen de la Caridad > Barrio Isaac Peral | Barrio Isaac Peral > Barriada Virgen de la Caridad | Barrio Isaac Peral > Barriada Virgen de la Caridad | Barrio Isaac Peral > Barriada Virgen de la Caridad | Barrio Isaac Peral > Barriada Virgen de la Caridad | Barrio Isaac Peral > Barriada Virgen de la Caridad | Barrio Isaac Peral > Barriada Virgen de la Caridad | Barrio Isaac Peral > Barriada Virgen de la Caridad | Barrio Isaac Peral > Barriada Virgen de la Caridad | Barrio Isaac Peral > Barriada Virgen de la Caridad | Barrio Isaac Peral > Barriada Virgen de la Caridad | Barrio Isaac Peral > Barriada Virgen de la Caridad | Barrio Isaac Peral > Barriada Virgen de la Caridad | Barrio Isaac Peral > Barriada Virgen de la Caridad | Barrio Isaac Peral > Barriada Virgen de la Caridad | Barrio Isaac Peral > Barriada Virgen de la Caridad | Barrio Isaac Peral > Barriada Virgen de la Caridad | Barrio Isaac Peral > Barriada Virgen de la Caridad |
| 07                                                 | 08                                                 | 09                                                 | 10                                                 | 11                                                 | 12                                                 | 13                                                 | 14                                                 | 15                                                 | 16                                                 | 17                                                 | 18                                                 | 19                                                 | 20                                                 | 21                                                 | 22                                                 | 23                                                 | 06                                                 | 07                                                 | 08                                                 | 09                                                 | 10                                                 | 11                                                 | 12                                                 | 13                                                 | 14                                                 | 15                                                 | 16                                                 | 17                                                 | 18                                                 | 19                                                 | 20                                                 | 21                                                 | 22                                                 |
| 00 30 45                                           | 00 15 30 45                                        | 00 15 30 45                                        | 00 15 30 45                                        | 00 15 30 45                                        | 00 15 30 45                                        | 00 15 30 45                                        | 00 15 30 45                                        | 00 30                                              | 00 30                                              | 00 30                                              | 00 30                                              | 00 30                                              | 00 30                                              | 00 30                                              | 00 30                                              | 00                                                 | 30                                                 | 00 15 30 45                                        | 00 15 30 45                                        | 00 15 30 45                                        | 00 15 30 45                                        | 00 15 30 45                                        | 00 15 30 45                                        | 00 15 30 45                                        | 00 15 30                                           | 00 30                                              | 00 30                                              | 00 30                                              | 00 30                                              | 00 30                                              | 00 30                                              | 00 30                                              | 00 30                                              |
| Sábados laborables                                 |                                                    |                                                    |                                                    |                                                    |                                                    |                                                    |                                                    |                                                    |                                                    |                                                    |                                                    |                                                    |                                                    |                                                    |                                                    |                                                    |                                                    |                                                    |                                                    |                                                    |                                                    |                                                    |                                                    |                                                    |                                                    |                                                    |                                                    |                                                    |                                                    |                                                    |                                                    |                                                    |                                                    |
| Barriada Virgen de la Caridad > Barrio Isaac Peral | Barriada Virgen de la Caridad > Barrio Isaac Peral | Barriada Virgen de la Caridad > Barrio Isaac Peral | Barriada Virgen de la Caridad > Barrio Isaac Peral | Barriada Virgen de la Caridad > Barrio Isaac Peral | Barriada Virgen de la Caridad > Barrio Isaac Peral | Barriada Virgen de la Caridad > Barrio Isaac Peral | Barriada Virgen de la Caridad > Barrio Isaac Peral | Barriada Virgen de la Caridad > Barrio Isaac Peral | Barriada Virgen de la Caridad > Barrio Isaac Peral | Barriada Virgen de la Caridad > Barrio Isaac Peral | Barriada Virgen de la Caridad > Barrio Isaac Peral | Barriada Virgen de la Caridad > Barrio Isaac Peral | Barriada Virgen de la Caridad > Barrio Isaac Peral | Barriada Virgen de la Caridad > Barrio Isaac Peral | Barriada Virgen de la Caridad > Barrio Isaac Peral | Barriada Virgen de la Caridad > Barrio Isaac Peral | Barrio Isaac Peral > Barriada Virgen de la Caridad | Barrio Isaac Peral > Barriada Virgen de la Caridad | Barrio Isaac Peral > Barriada Virgen de la Caridad | Barrio Isaac Peral > Barriada Virgen de la Caridad | Barrio Isaac Peral > Barriada Virgen de la Caridad | Barrio Isaac Peral > Barriada Virgen de la Caridad | Barrio Isaac Peral > Barriada Virgen de la Caridad | Barrio Isaac Peral > Barriada Virgen de la Caridad | Barrio Isaac Peral > Barriada Virgen de la Caridad | Barrio Isaac Peral > Barriada Virgen de la Caridad | Barrio Isaac Peral > Barriada Virgen de la Caridad | Barrio Isaac Peral > Barriada Virgen de la Caridad | Barrio Isaac Peral > Barriada Virgen de la Caridad | Barrio Isaac Peral > Barriada Virgen de la Caridad | Barrio Isaac Peral > Barriada Virgen de la Caridad | Barrio Isaac Peral > Barriada Virgen de la Caridad | Barrio Isaac Peral > Barriada Virgen de la Caridad |
| 07                                                 | 08                                                 | 09                                                 | 10                                                 | 11                                                 | 12                                                 | 13                                                 | 14                                                 | 15                                                 | 16                                                 | 17                                                 | 18                                                 | 19                                                 | 20                                                 | 21                                                 | 22                                                 | 23                                                 | 06                                                 | 07                                                 | 08                                                 | 09                                                 | 10                                                 | 11                                                 | 12                                                 | 13                                                 | 14                                                 | 15                                                 | 16                                                 | 17                                                 | 18                                                 | 19                                                 | 20                                                 | 21                                                 | 22                                                 |
| 00 30                                              | 00 30                                              | 00 30                                              | 00 30                                              | 00 30                                              | 00 30                                              | 00 30                                              | 00 30                                              | 00 30                                              | 00 30                                              | 00 30                                              | 00 30                                              | 00 30                                              | 00 30                                              | 00 30                                              | 00 30                                              | 00                                                 | 30                                                 | 00 30                                              | 00 30                                              | 00 30                                              | 00 30                                              | 00 30                                              | 00 30                                              | 00 30                                              | 00 30                                              | 00 30                                              | 00 30                                              | 00 30                                              | 00 30                                              | 00 30                                              | 00 30                                              | 00 30                                              | 00 30                                              |
| Domingos y festivos                                |                                                    |                                                    |                                                    |                                                    |                                                    |                                                    |                                                    |                                                    |                                                    |                                                    |                                                    |                                                    |                                                    |                                                    |                                                    |                                                    |                                                    |                                                    |                                                    |                                                    |                                                    |                                                    |                                                    |                                                    |                                                    |                                                    |                                                    |                                                    |                                                    |                                                    |                                                    |                                                    |                                                    |
| Barriada Virgen de la Caridad > Barrio Isaac Peral | Barriada Virgen de la Caridad > Barrio Isaac Peral | Barriada Virgen de la Caridad > Barrio Isaac Peral | Barriada Virgen de la Caridad > Barrio Isaac Peral | Barriada Virgen de la Caridad > Barrio Isaac Peral | Barriada Virgen de la Caridad > Barrio Isaac Peral | Barriada Virgen de la Caridad > Barrio Isaac Peral | Barriada Virgen de la Caridad > Barrio Isaac Peral | Barriada Virgen de la Caridad > Barrio Isaac Peral | Barriada Virgen de la Caridad > Barrio Isaac Peral | Barriada Virgen de la Caridad > Barrio Isaac Peral | Barriada Virgen de la Caridad > Barrio Isaac Peral | Barriada Virgen de la Caridad > Barrio Isaac Peral | Barriada Virgen de la Caridad > Barrio Isaac Peral | Barriada Virgen de la Caridad > Barrio Isaac Peral | Barriada Virgen de la Caridad > Barrio Isaac Peral | Barriada Virgen de la Caridad > Barrio Isaac Peral | Barrio Isaac Peral > Barriada Virgen de la Caridad | Barrio Isaac Peral > Barriada Virgen de la Caridad | Barrio Isaac Peral > Barriada Virgen de la Caridad | Barrio Isaac Peral > Barriada Virgen de la Caridad | Barrio Isaac Peral > Barriada Virgen de la Caridad | Barrio Isaac Peral > Barriada Virgen de la Caridad | Barrio Isaac Peral > Barriada Virgen de la Caridad | Barrio Isaac Peral > Barriada Virgen de la Caridad | Barrio Isaac Peral > Barriada Virgen de la Caridad | Barrio Isaac Peral > Barriada Virgen de la Caridad | Barrio Isaac Peral > Barriada Virgen de la Caridad | Barrio Isaac Peral > Barriada Virgen de la Caridad | Barrio Isaac Peral > Barriada Virgen de la Caridad | Barrio Isaac Peral > Barriada Virgen de la Caridad | Barrio Isaac Peral > Barriada Virgen de la Caridad | Barrio Isaac Peral > Barriada Virgen de la Caridad | Barrio Isaac Peral > Barriada Virgen de la Caridad |
| 07                                                 | 08                                                 | 09                                                 | 10                                                 | 11                                                 | 12                                                 | 13                                                 | 14                                                 | 15                                                 | 16                                                 | 17                                                 | 18                                                 | 19                                                 | 20                                                 | 21                                                 | 22                                                 | 23                                                 | 06                                                 | 07                                                 | 08                                                 | 09                                                 | 10                                                 | 11                                                 | 12                                                 | 13                                                 | 14                                                 | 15                                                 | 16                                                 | 17                                                 | 18                                                 | 19                                                 | 20                                                 | 21                                                 | 22                                                 |
| 00 30                                              | 00 30                                              | 00 30                                              | 00 30                                              | 00 30                                              | 00 30                                              | 00 30                                              | 00 30                                              | 00 30                                              | 00 30                                              | 00 30                                              | 00 30                                              | 00 30                                              | 00 30                                              | 00 30                                              | 00 30                                              | 00                                                 |                                                    | 00 30                                              | 00 30                                              | 00 30                                              | 00 30                                              | 00 30                                              | 00 30                                              | 00 30                                              | 00 30                                              | 00 30                                              | 00 30                                              | 00 30                                              | 00 30                                              | 00 30                                              | 00 30                                              | 00 30                                              | 00 30                                              |

## Recorrido y paradas

### Sentido Barrio Isaac Peral
| Parada                                     | Común con                    |
| ------------------------------------------ | ---------------------------- |
| Barriada Virgen de la Caridad              |                              |
| Alcalde Manuel Carmona - Cabrera           |                              |
| Ronda del Ferrol - Mazarrón                |                              |
| Esparta (Impar) - Doctor Pérez Espejo      | 3                            |
| Alfonso XIII - Asamblea Regional           | 1 4 5 6 7 12 14 18 24 41 42A |
| Alfonso XIII - ONCE (Frente)               | 1 4 5 6 7 12 14 18 24 42A    |
| Alfonso XIII - Bingo (Frente)              | 1 4 5 6 7 12 14 24           |
| Juan Fernández - Pintor Balaca             | 1                            |
| Juan Fernández - La Paz                    | 1                            |
| Juan Fernández - Plaza Las Salesas         | 1                            |
| Juan Fernández - Almirante Baldasano       | 1                            |
| Ctra. Barrio del Peral - Gabriela Mistral  |                              |
| Ctra. Barrio del Peral (Par) - Acacias     |                              |
| Ctra. Barrio del Peral - Juan Julián Oliva |                              |
| Ctra. Barrio del Peral - Marina            |                              |
| Salado - José María de Lapuerta            |                              |
| Batalla de Zama - Ocaña                    |                              |
| Fernán Núñez - Lepanto                     |                              |
| Virgen de Guadalupe - Virgen de Begoña     |                              |
| Camino de la Calera                        |                              |

### Sentido Virgen de la Caridad
| Parada                                            | Común con                       |
| ------------------------------------------------- | ------------------------------- |
| Camino de la Calera                               |                                 |
| Submarino - Roldán                                |                                 |
| Submarino - Plaza Sánchez Domenech                |                                 |
| Ctra. Barrio del Peral - Salvador Alonso Martínez |                                 |
| Ctra. Barrio del Peral - Juan de Ulloa            |                                 |
| Ctra. Barrio del Peral (Impar) - Acacias          |                                 |
| Ctra. Barrio del Peral - Afrodita                 |                                 |
| Jorge Juan - Asociación de Vecinos                | 3 9                             |
| Ramón y Cajal - Trafalgar                         | 1                               |
| Ramón y Cajal - Asdrúbal                          | 1                               |
| Ramón y Cajal - Pintor Balaca                     | 1                               |
| Ramón y Cajal - Alfonso XIII                      | 1                               |
| Alfonso XIII - Bingo                              | 1 4 5 6 7 12 14 24              |
| Alfonso XIII - ONCE                               | 1 4 5 6 7 12 14 18 24 42A       |
| Alfonso XIII - Asamblea Regional (Frente)         | 1 4 5 6 7 12 14 18 24 30 41 42A |
| Esparta (Par) - Doctor Pérez Espejo               | 3 9                             |
| Ronda del Ferrol - Totana                         |                                 |
| Ronda del Ferrol - Fuente Álamo                   |                                 |
| Avda. de Murcia - Plaza del Pardo                 | 8                               |
| Calle Cabrera                                     |                                 |
| Alcalde Mora Ripoll - Alcalde Valentín Arróniz    |                                 |
| Barriada Virgen de la Caridad                     |                                 |